# Canthigaster janthinoptera
Canthigaster janthinoptera är en fiskart som först beskrevs av Pieter Bleeker 1855.  Canthigaster janthinoptera ingår i släktet Canthigaster och familjen blåsfiskar. Inga underarter finns listade.